# Lycodes seminudus
Lycodes seminudus är en fiskart som beskrevs av Reinhardt, 1837. Lycodes seminudus ingår i släktet Lycodes och familjen tånglakefiskar. Inga underarter finns listade i Catalogue of Life.